# 대우 엘프

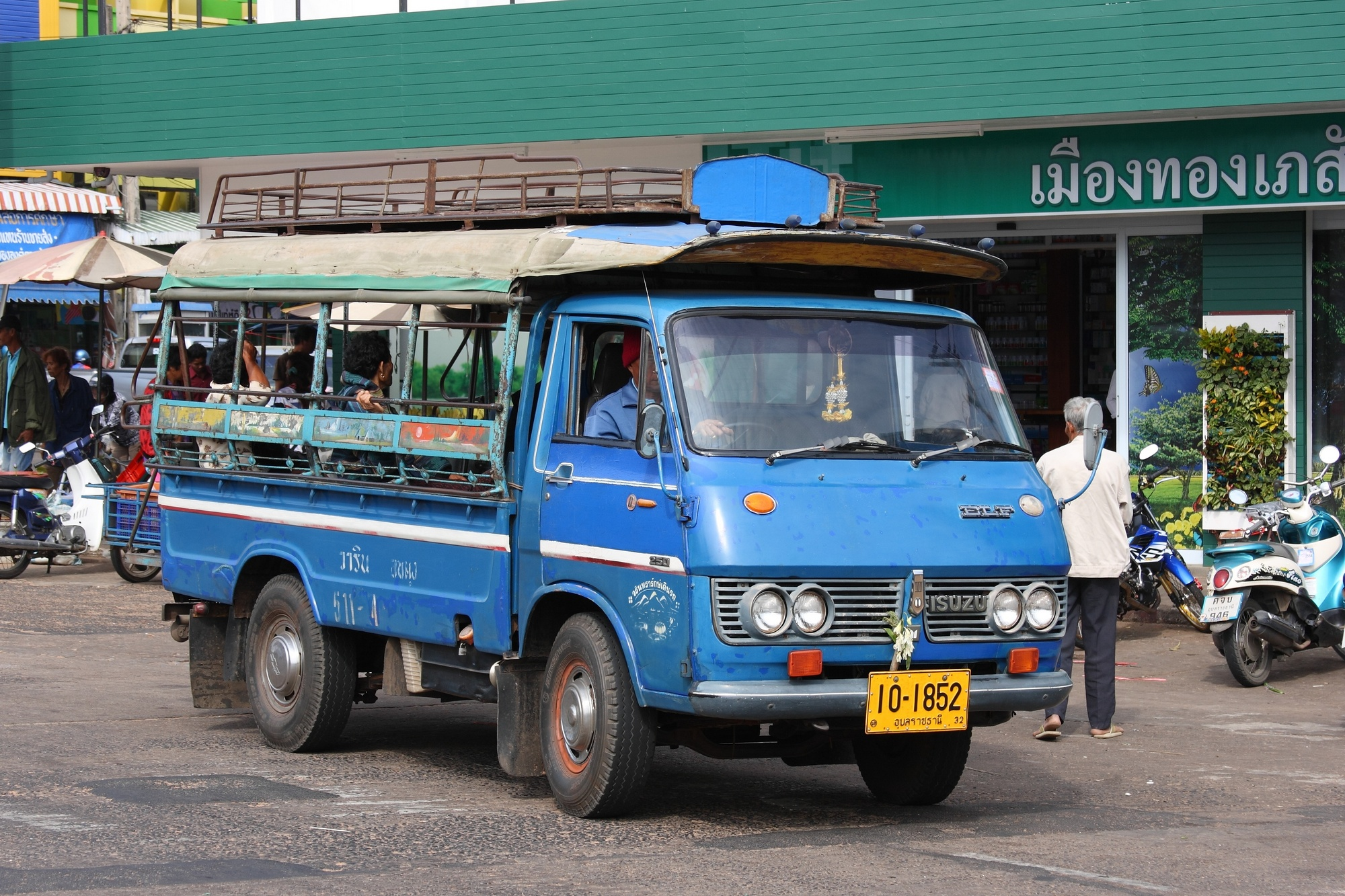
GMK 2.5톤 트럭의 원형인 이스즈 엘프 2세대형.

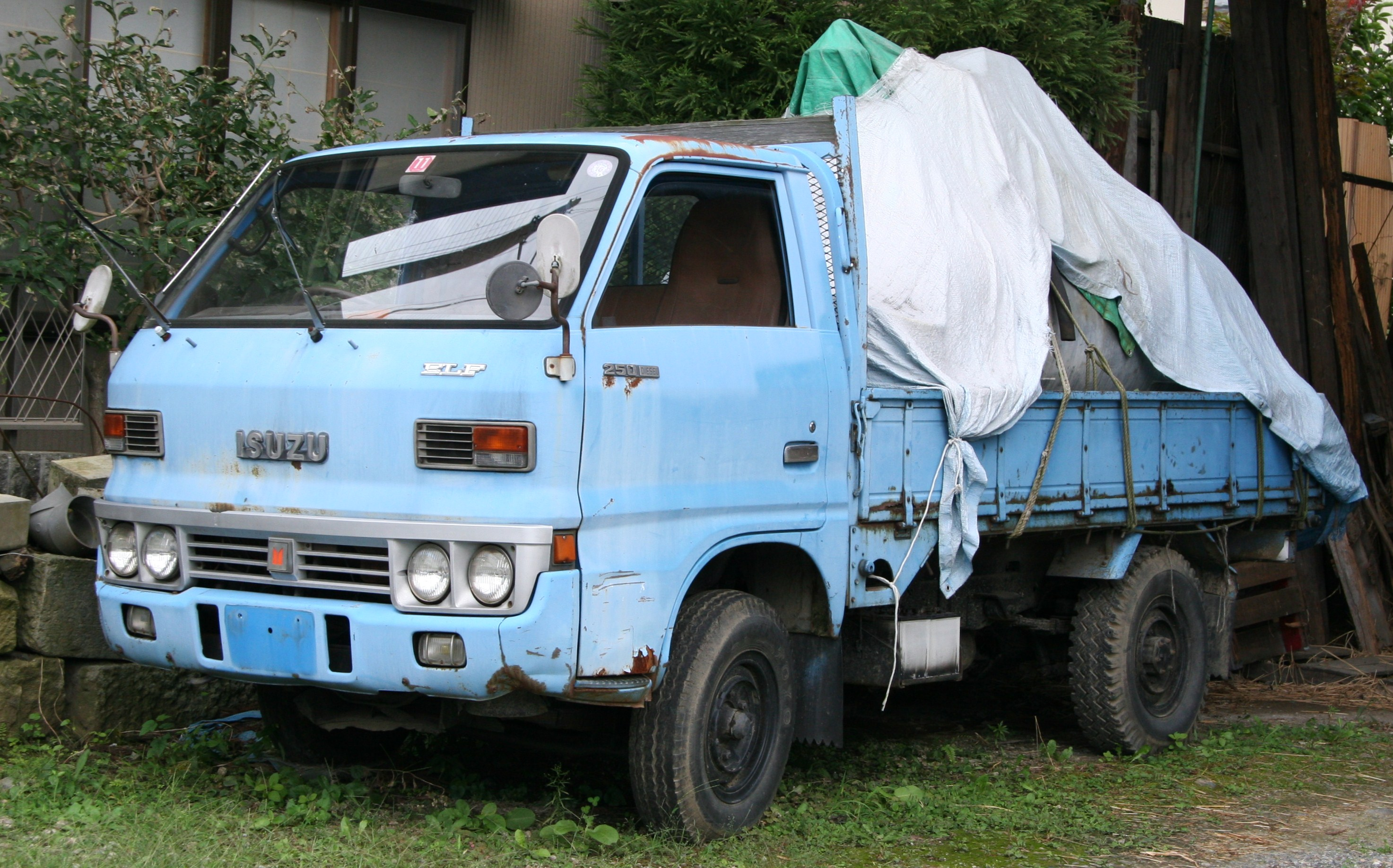
새한 엘프의 원형인 이스즈 엘프 3세대형.

대우 엘프는 대우자동차(현 타타대우모빌리티)의 준중형 트럭이다.

## 역사

### 1세대(1973년8월~1976년11월)
1973년 일본 이스즈와 기술 제휴로 이스즈 엘프 2세대 모델을 베이스로 만들었다. 이스즈 C240 엔진(75마력, 2,369cc)을 장착했으며, 이 시기에는 시보레 2.5톤 트럭이라는 네이밍으로 판매되었다.

### 2세대(1976년11월~1981년10월)
1976년 일본 이스즈와 기술 제휴로 이스즈 엘프 3세대 모델을 베이스로 만들었다. 엔진은 이스즈 4BA1 엔진(85마력, 2,775cc)을 장착했다. 당초에는 2.5톤만 판매되었으나, 1977년 5월에 2.5톤 더블캡이 추가되었으며, 1979년 10월에 1.4톤과, 3톤이 추가되었다. 1981년 10월에 2.28 자동차 산업 합리화 조치로 인하여 강제로 단종되었다.

### 3세대(1986년12월~1991년12월)
- 자동차산업 합리화 조치 해제로 생산이 재개되면서, 1986년 12월 12일에 발표되었으며, 1987년 1월부터 양산되어 구매자에게 인도되었다.
- 이스즈 엘프 4세대 모델을 베이스로 만들었으며 엘프 Ⅱ라는 네이밍을 가지게 되었다. 엔진은 이스즈 4BC2 엔진(100마력, 3,268cc)을 장착 하였다.
- 엘프Ⅱ는 경쟁차종인 현대의 마이티와 기아의 점보 타이탄과 트레이드 등에 비해 판매량이 적어 1992년 8월에 후속 차종 없이 단종됐고, 대우자동차 트럭부문은 준중형 트럭 시장에서 완전히 철수하였고 파기 되었다.[1]
- 대우자동차 준중형트럭 사업부 철수 파기 되었다.
- 그 후 대우자동차(현 타타대우상용차)의 준중형 트럭 라인업은 29년간 긴 동면에 들어갔다가, 2020년 12월에 출시된 더 쎈이 그 자리를 대신하고 있다.
- 한편 원판인 엘프는 2017년 9월부터 대한민국에 정식으로 수입되고 있는 상태이다.

## 라인업
- 덤프트럭
- 믹서트럭
- 2.5톤 카고트럭
- 2톤 저상 카고트럭
- 냉동차
- 탱크로리
- 분뇨차
- 청소차
- 1.4톤 저상 카고트럭
- 1.4톤 카고트럭
- 2톤 저상 트럭